# Завражне
Завра́жне (рос. Завражное, чув. Туçикасси) — присілок у складі Чебоксарського району Чувашії, Росія. Входить до складу Абашевського сільського поселення.
Населення — 161 особа (2010; 155 у 2002).
Національний склад:
- чуваші — 95 %